# 杉並区立荻窪小学校
杉並区立荻窪小学校（すぎなみくりつ おぎくぼしょうがっこう）は、東京都杉並区宮前2丁目にある公立小学校。略称は「荻小(おぎしょう)」。
2024年5月1日時点で学級数26、児童数791名。児童数は毎年増加傾向にあり、2019年度(701名)と比べて5年間で90名以上増えた。

## 沿革
- 1951年 - 開校[1]。
- 2009年 - 校舎移転[1]。跡地は現在大宮前体育館になっている。
- 2021年 - 70周年記念式典開催。